# Poivron de Szeged
Le poivron de Szeged est une variété hongroise de poivron originaire de Szeged. Séché, il est utilisé pour la production du paprika de Szeged et bénéficie d'une appellation d'origine protégée sous le nom de Szegedi fűszerpaprika-őrlemény (« paprika de Szegedi » en hongrois) depuis 2010.